# 信州 (吉林省)
信州（しんしゅう）は、中国にかつて存在した州。現在の吉林省公主嶺市一帯に設置された。
古代においては越喜靺鞨の支配地域であり、渤海により設置された懐遠府を前身とする。遼になると高麗と隣接する要衝であることから1018年（開泰7年）に信州を設置された。元初に廃止された。
| 信州の管轄県変遷 | 信州の管轄県変遷 |
| 遼朝 2県         | 金朝 1県         |
| ---------------- | ---------------- |
| 武昌県           |                  |
| 定武県           | -                |